# Список звинувачених Міжнародним трибуналом щодо колишньої Югославії
Список звинувачених  Міжнародним трибуналом щодо колишньої Югославії (Гаазьким трибуналом) у військових злочинах налічує 155 осіб. Нижче представлені всі обвинувачені і легенда, що роз'яснює підсумки процесів.
| Підсудний був виправданий                  |
| Підсудний був визнаний винним і засуджений |
| Підсудний помер до винесення вироку        |
| Процес над підсудним ще не завершений      |

## Серби
| №  | Обвинувачений                    | Посада                                                                                         | Жертви             | Місце                                             | Час                                                              | Результат                                                                                                |
| -- | -------------------------------- | ---------------------------------------------------------------------------------------------- | ------------------ | ------------------------------------------------- | ---------------------------------------------------------------- | --- |
| 1  | Мілан Бабич (1956—2006)          | Президент республіки Сербська Країна (Крайна)                                                  | Боснійці і хорвати | Республіка Сербська Крайна                        | Серпень 1991 — лютий 1992                                        | 13 років позбавлення волі, вчинив самогубство                                                            |
| 2  | Мірко Бабич                      | YUG 1991-2004                                                                                  | Боснійці і хорвати | концтабір Омарска                                 |                                                                  | виправданий                                                                                              |
| 3  | Ненад Банович                    | охоронець концтабору Кератерм                                                                  | Боснійці і хорвати | концтабір Кератерм                                | Квітень-серпень 1992                                             | виправданий                                                                                              |
| 4  | Предраг Банович (1950 р.н.)      | охоронець концтабору Кератерм                                                                  | Боснійці і хорвати | концтабір Кератерм                                | Квітень-серпень 1992                                             | 8 років позбавлення волі, звільнений достроково                                                          |
| 5  | Любиша Беара (1939 р.н.)         | начальник котрразведкі Штабу Війська Республіки Сербської                                      | Боснійці           | Сребрениця, Жепа                                  | Липня 1995                                                       | Довічне позбавлення волі; помер у в'язниці 8 лютого 2017 року                                            |
| 6  | Відое Благоєвич (1950 р.н.)      | офіцер Війська Республіки Сербської                                                            | Боснійці           | Сребрениця                                        | Липня 1995                                                       | 15 років позбавлення волі, звільнений достроково 27 грудня 2012                                          |
| 7  | Горан Боровніца                  | солдат Війська Республіки Сербської                                                            | Боснійці і хорвати | Пріедор                                           |                                                                  | Визнаний померлим 22 листопада 1998 року                                                                 |
| 8  | Любомир Боровчанін               | заступник начальника Спецназа поліції Республіки Сербської                                     | Боснійці           | Сребрениця                                        | Липня 1995                                                       | 17 років свободи                                                                                         |
| 9  | Радослав Брджанін (1948 р.н.)    | глава кризового штабу Сербської Автономної Області Боснійська Країна                           | Боснійці і хорвати | Сербська Автономна Область Боснійська Країна      |                                                                  | 30 років ув'язнення                                                                                      |
| 10 | Мітар Васільєвіч (1954 р.н.)     | учасник паравоенного формування                                                                |                    | Вишеград                                          |                                                                  | 15 років ув'язнення (спочатку — 20 років), звільнений достроково                                         |
| 11 | Зоран Вукович (1955 р.н.)        | солдат Війська Республіки Сербської                                                            | Боснійці           | Фоча                                              |                                                                  | 12 років ув'язнення, звільнений достроково                                                               |
| 12 | Драган Гаговіч                   | начальник поліції громади Фоча                                                                 | Боснійці           | Фоча                                              |                                                                  | Убитий під час спроби арешту                                                                             |
| 13 | Станіслав Галич (1943 р.н.)      | командир сараєвській-Романійского корпусу                                                      | Боснійці           | Сараєво                                           |                                                                  | Довічне позбавлення волі (первинний вирок — 20 років ув'язнення)                                         |
| 14 | Мілан Гвері (1937—2013)          | військовий радник командира по моралі, праву і релігійних справах Війська Республіки Сербської | Боснійці           | Сребрениця                                        | Липня 1995                                                       | 5 років ув'язнення, звільнений достроково                                                                |
| 15 | Здравко Говедаріца               | охоронець концтабору Омарска                                                                   | Боснійці і хорвати | концтабір Омарска                                 |                                                                  | Визнаний померлим, викреслять зі звинувачених 8 травня 1998 року                                         |
| 16 | Момчило Грубан (1961 р.н.)       | начальник зміни концтабору Омарска                                                             | Боснійці і хорвати | концтабір Омарска                                 | Квітень-серпень 1992                                             | 7 років ув'язнення (справа передана до суду Боснії і Герцеговини; первинний вирок — 11 років ув'язнення) |
| 17 | Мирослав Дероніч (1954—2007)     | керівник кризового штабу Братунаца                                                             | Боснійці           | Глогова                                           | Квітень-травень 1992                                             | 10 років ув'язнення; помер у в'язниці в 2007-му                                                          |
| 18 | Властимир Джорджевіч (1948 р.н.) | Шаблон:Прапор Союзної Республіки Югославія генерал армії Югославії                             | Албанці            | Шаблон:Прапор Союзної Республіки Югославія Косово |                                                                  | 19 років ув'язнення (первинний вирок у лютому 2011 року — 27 років, термін знижений в січні 2014 роки)   |
| 19 | Джордже Джукич (1934—1996)       | Шаблон:Прапор Республіки Сербської офіцер Генерального Штабу Війська Республіки Сербської      | Боснійці           | Шаблон:Прапор Республіки Сербської Сараєво        | Звільнений через проблеми зі здоров'ям; помер до початку процесу | |
| 20 | Славко Докмановіч (1949—1998)    | Шаблон:Прапор Югославії мер міста Вуковар                                                      | Хорвати            | Вуковар                                           | У листопаді 1991                                                 | Наклав на себе руки                                                                                      |